# Копакабана (ночной клуб)
«Копакабана» (часто упоминается как Копа) — известный ночной клуб в Нью-Йорке. На его сцене дебютировали многие артисты развлекательного жанра. В «Копакабане» частично происходит действие таких фильмов, как «Славные парни», «Бешеный бык», «Тутси», «Путь Карлито», «Французский связной», «У моря», «Зелёная книга», «Ирландец».

## История
Клуб открылся 10 ноября 1940 года по адресу: Ист 60-я стрит, 10. Владельцем клуба значился Монте Прозер, но у него был партнер — Фрэнк Костелло, являвшийся одним из самых могущественных и влиятельных боссов мафии в США. За соблюдение интересов Костелло отвечал его напарник по бутлегерству во времена сухого закона Джулс Подэлл, который к 1950 году, вытеснив Прозера, стал владельцем клуба и оставался им вплоть до своей смерти в 1973 году.
Сначала Подэлл придерживался политики расовой сегрегации, но с 1950-х стал допускать к выступлениям чернокожих артистов. Например, в 1944 году он не разрешил выступать Гарри Белафонте, а в 1950-х тот уже был одним из ведущих артистов клуба.

## Нынешнее расположение
После нескольких переездов, с 12 июля 2012 года, клуб открылся по адресу: Вест 47-я стрит, 268